# Microrégion de Jaú
Pour les articles homonymes, voir Jaú.
La microrégion de Jaú est l'une des cinq microrégions qui subdivisent la mésorégion de Bauru de l'État de São Paulo au Brésil.

## Description
Elle comporte 12 municipalités qui regroupaient 343 904 habitants en 2006 pour une superficie totale de 4 029 km².

## Municipalités[1]
- Bariri
- Barra Bonita
- Bocaina
- Boraceia
- Dois Córregos
- Igaraçu do Tietê
- Itaju
- Itapuí
- Jaú
- Macatuba
- Mineiros do Tietê
- Pederneiras